# Piaskowiec

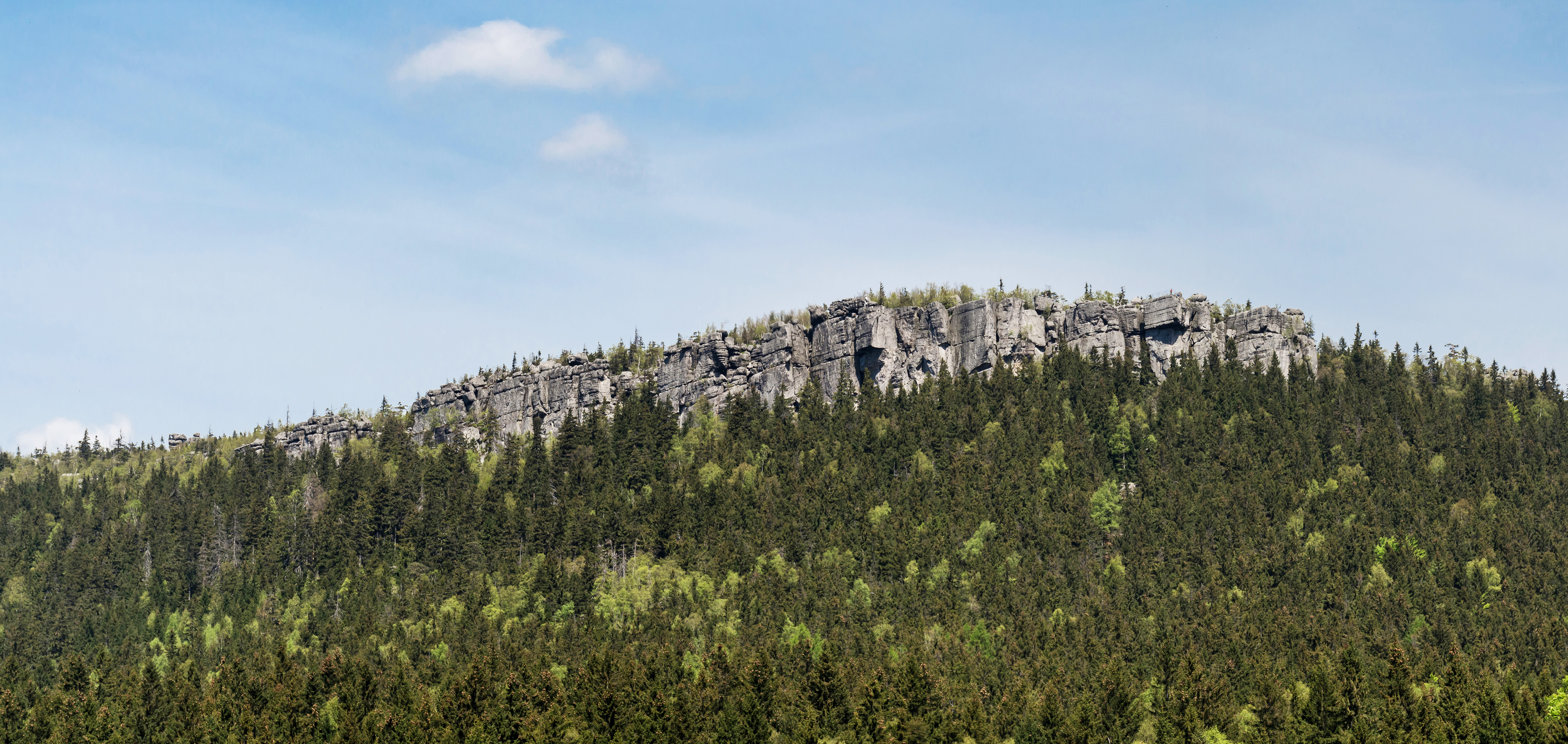
Piaskowce na szczycie Szczelińca Wielkiego

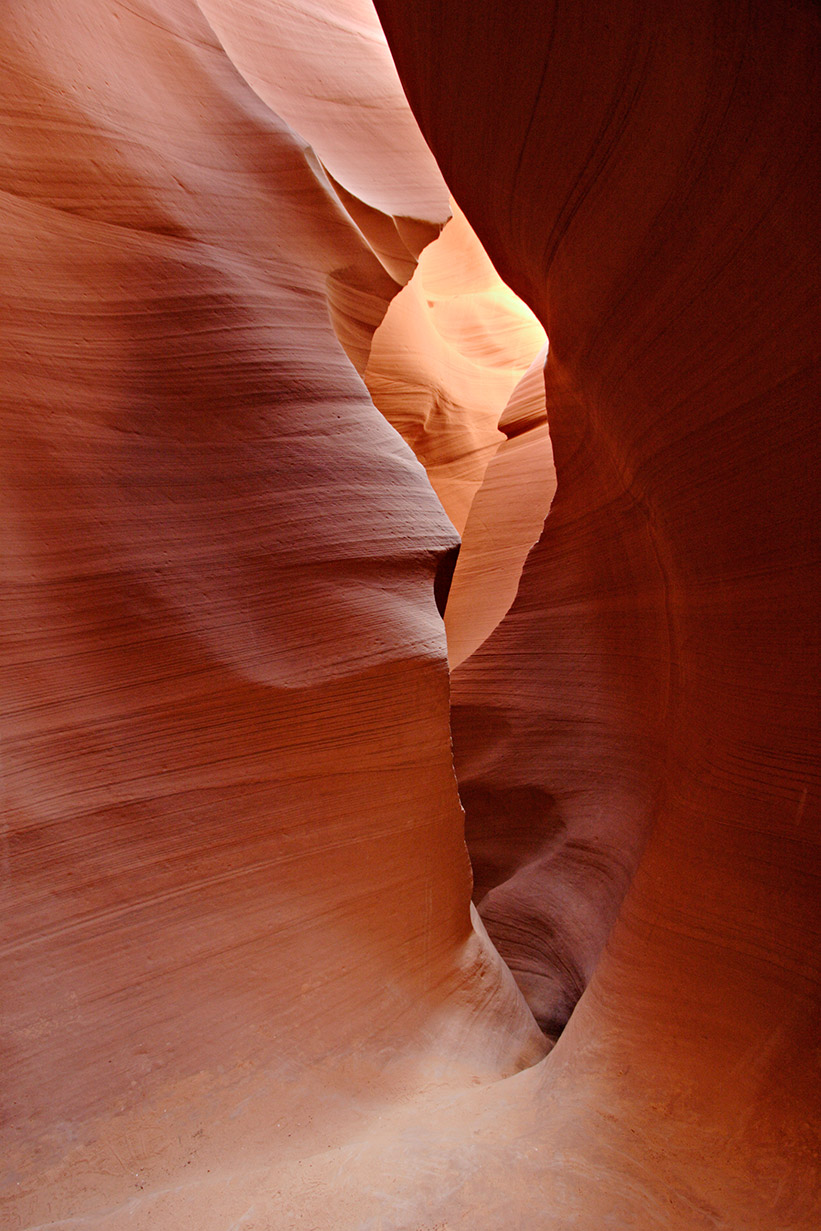
Naturalne ściany z czerwonego piaskowca we wnętrzu Kanionu Antylopy, Arizona

Piaskowiec – drobnoziarnista skała osadowa. Występuje jako jedna z najczęstszych skał tego typu. Tworzy zwykle warstwy wodonośne. W warstwach piaskowców występują złoża ropy oraz gazu ziemnego. 

## Podział
Wyróżnia się następujące jej typy:
- piaskowiec kwarcowy, ponad 80% kwarcu, często barwy białej, czasami żółtej (w zależności od rodzaju spoiwa)[2]
- piaskowiec arkozowy – odmiana bogata w skalenie, zazwyczaj szara, różowa lub czerwonawa[3]
- piaskowiec szarogłazowy – odmiana bogata w okruchy skał magmowych. Barwa ciemna, szarozielona, niebiesko-szara do niemal czarnej[4]

## Zastosowanie
Jest to od wieków najczęstszy materiał rzeźbiarski. Znajduje zastosowanie jako surowiec w produkcji płyt okładzinowych, materiałów izolacyjnych i ściernych. Jest też wykorzystywany w przemyśle ceramicznym, szklarskim, hutniczym, jako tłuczeń drogowy (piaskowiec szarogłazowy), a także jako dekoracja. Dawniej z piaskowców wyrabiano żarna. W roku 1995 w USA wydobyto 145 000 ton piaskowca.

## Powstawanie
Piaskowiec powstaje w wyniku lityfikacji (cementacji) piasku pochodzącego z wietrzenia skał. Cementacja zachodzi za pomocą spoiwa, którego rodzaj decyduje o właściwościach skały i w znacznym stopniu o jej barwie. Budowa od drobno- do gruboziarnistej, ziarna wielkości 0,06–2 mm. Barwa od białej i szarej, poprzez żółtą i jasnobrązową po zieloną, czerwoną, brunatną i czarną.

## Skład
W skład piaskowca wchodzą jako szkielet ziarnowy kwarc, ortoklaz, mikroklin, plagioklazy, muskowit, biotyt, minerały ciężkie (magnetyt, ilmenit, cyrkon, granat, turmaliny i monacyt), glaukonit, okruchy skał, szczątki organiczne. Spoiwo może być kwarcowe, ilaste, żelaziste lub kalcytowe.
W Polsce piaskowiec występuje m.in. w następujących miejscach:
- piaskowiec kwarcowy: Mechowo, Kaszuby, Pasmo Łysogórskie, Ciosowa, Tumlin, Bolesławiec[7], Złotoryja, Lwówek Śląski, Góry Stołowe, Górnośląskie Zagłębie Węglowe, Beskidy oraz Roztocze
- piaskowiec arkozowy: Kwaczała, Małopolska
- piaskowiec szarogłazowy: Bardo, Góry Świętokrzyskie

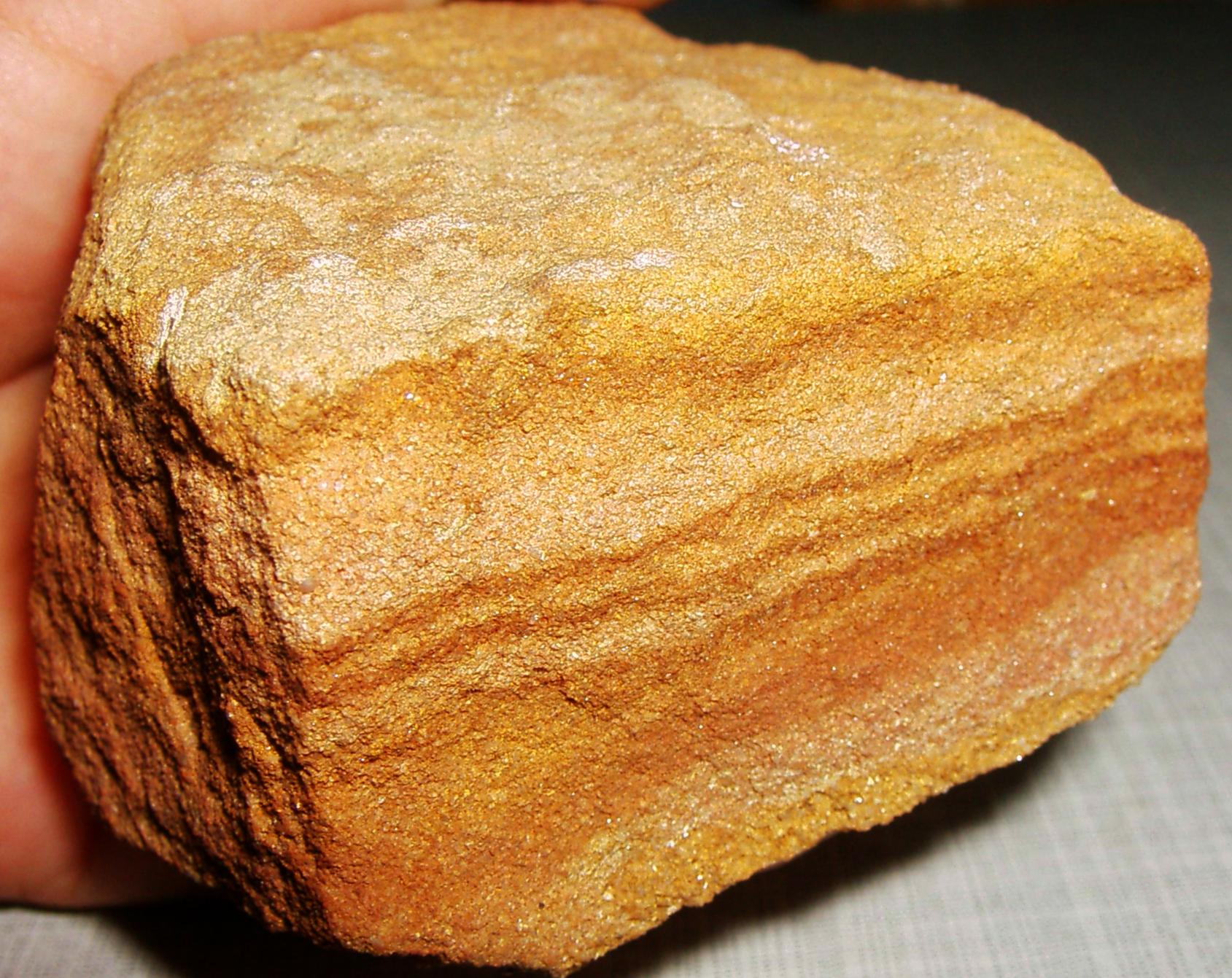
Piaskowiec
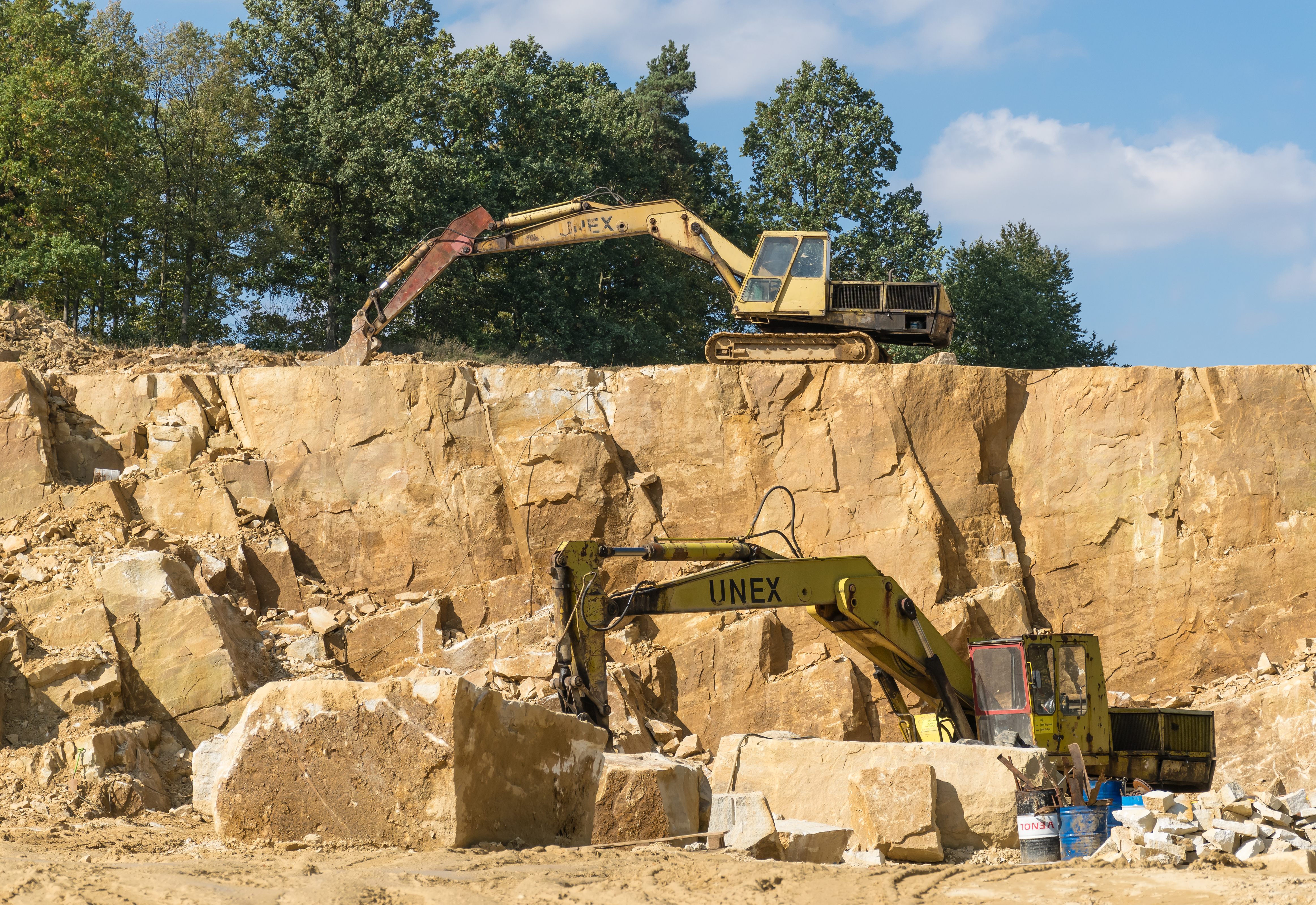
Kamieniołom piaskowca w Długopolu Górnym
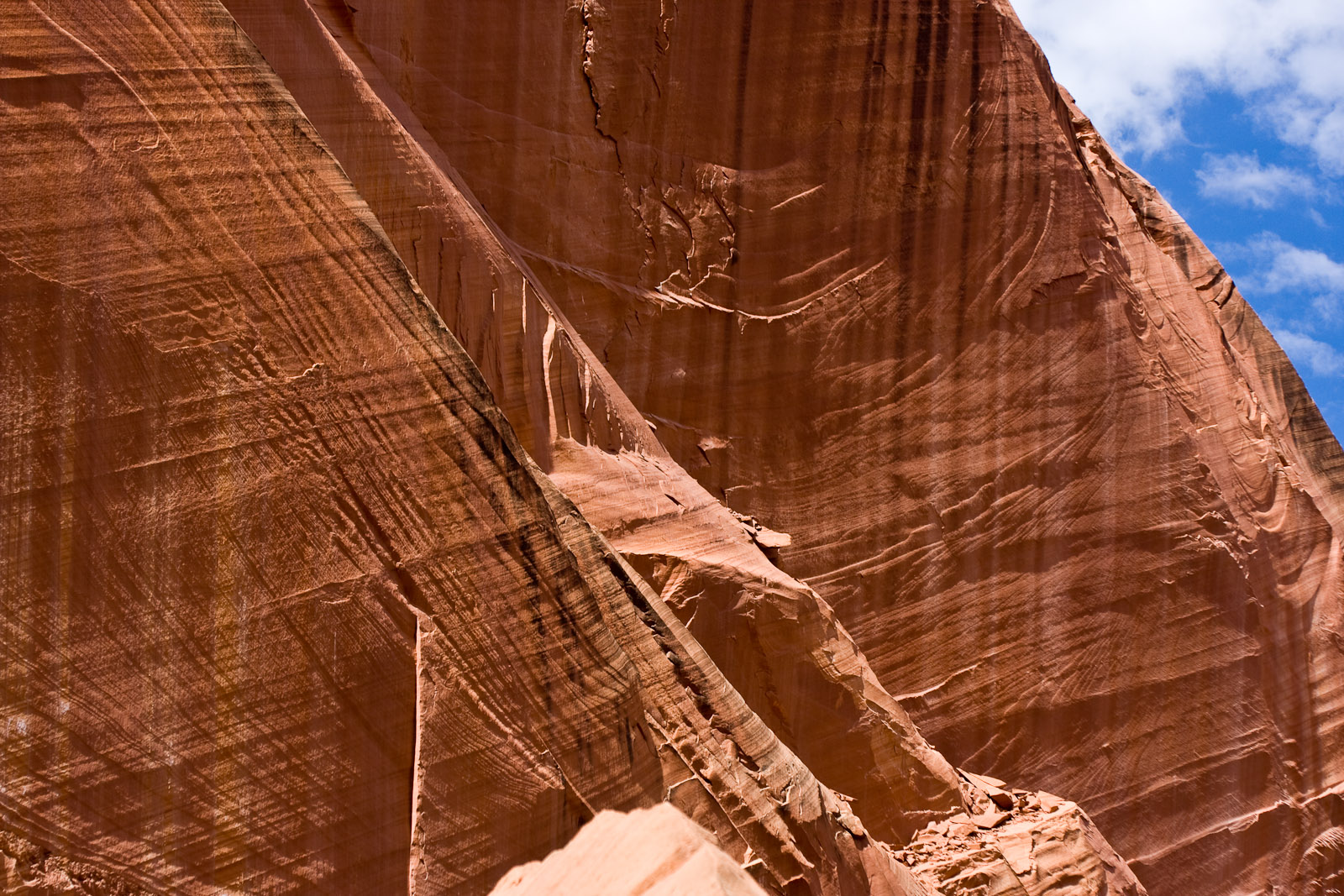
Piaskowiec w Coyote Gulch (Utah)
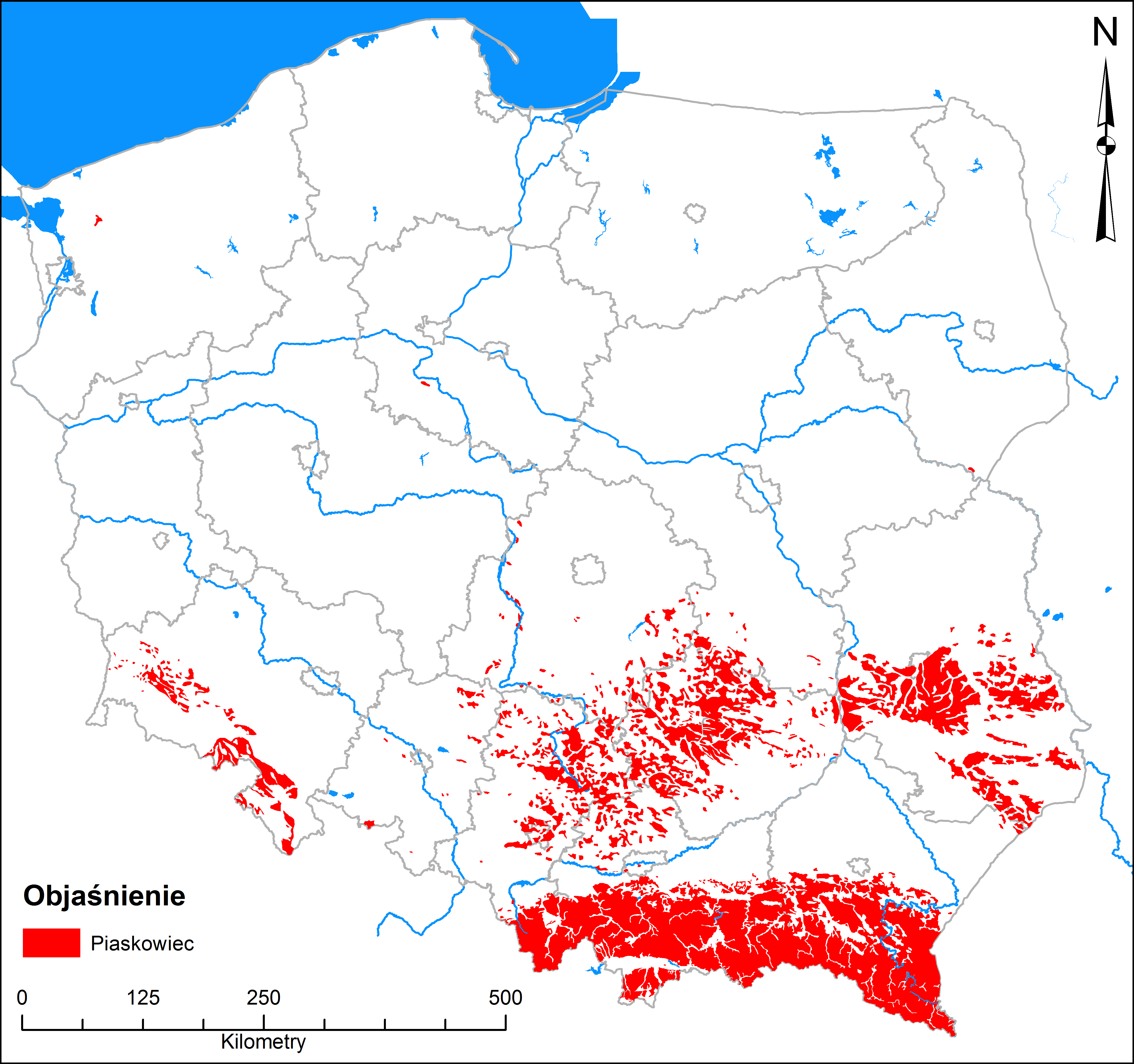
Złoża piaskowca w Polsce (kliknij, by powiększyć)